# Ana Isabel Conde Sánchez
Ana Isabel Conde Sánchez (Fuengirola, Màlaga, 6 de juny de 1975) és una cantant espanyola, especialment coneguda per classificar-se en segona posició en el Festival de la Cançó d'Eurovisió 1995 a Dublín.

## Biografia
Amb 19 anys i sense gran experiència musical prèvia va ser triada per TVE per a representar a Espanya en el Festival de la Cançó d'Eurovisió de 1995, celebrat el 13 de maig en el Point Theatre de Dublín. Anabel Conde va quedar en segon lloc amb 119 punts. La seva actuació és recordada pels eurofans com un dels millors directes de la Història del festival. La seva actuació va ser seleccionada per la UER amb motiu del 50 aniversari del festival en 2005.
Després del seu èxit a Eurovisió, es va quedar sense discogràfica, la qual cosa va obligar a Anabel a aparcar la seva carrera. Així i tot va arribar a publicar aquell mateix any el disc Anabel Conde. Després, va estudiar música a Londres acompanyada d'esporàdiques aparicions en televisió gairebé sempre relacionades amb el seu pas pel festival.
L'any 2000 va participar en Eurocanción per a intentar representar novament a Espanya juntament amb David Domínguez, quedant quarta amb "Ni colores, ni fronteras".
Va tornar a Eurovisió com a corista de la delegació andorrana al 2005, amb la cançó "La Mirada Interior" interpretada per Marian van de Wal. Aquell any havia intentat representar a Espanya amb la cançó "Incéndiame", que no va ser triada, i al 2006 a Polònia i a Espanya amb la cançó "Sappho". Anabel va tornar a intentar representar a Espanya al 2010 amb el tema "Sin Miedos". Al 2015 va actuar representant a Espanya en el Festival del Bàltic, celebrat a Suècia, amb els temes "It´s for you" i "Paraíso".
Ha participat en programes com Identity, Los mejores años de nuestra vida o a la festa de l'Orgull Gai de Madrid.
Actualment Anabel és professora de música. A causa del fet d'haver aconseguit la millor posició d'Espanya en Eurovisió en els últims 25 anys, és comú la seva aparició en mitjans de comunicació i esdeveniments relacionats amb el festival.

## Discografia

### Àlbums
- 1995: Anabel Conde
- 2000: Dos Lunas
- 2014: Toda una mujer

### Senzills
- 1995: Vuelve Conmigo
- 1995: Si no fueras
- 2000: Ni colores ni fronteras
- 2010: Sin miedos
- 2014: Paraíso
- 2015: Ven y sálvame
- 2016: My game is over